# Sphyrelata
Sphyrelata är ett släkte av fjärilar. Sphyrelata ingår i familjen praktmalar, Oecophoridae.
Kladogram enligt Catalogue of Life:
| Sphyrelata | \| \| Sphyrelata amotella \| \| \| \| \| \| Sphyrelata escharias \| \| \| \| \| \| Sphyrelata indecorella \| \| \| \| \| \| Sphyrelata lactifica \| \| \| \| \| \| Sphyrelata melanoleuca \| \| \| \| \| \| Sphyrelata microspiloplaca \| \| \| \| |
|            | \| \| Sphyrelata amotella \| \| \| \| \| \| Sphyrelata escharias \| \| \| \| \| \| Sphyrelata indecorella \| \| \| \| \| \| Sphyrelata lactifica \| \| \| \| \| \| Sphyrelata melanoleuca \| \| \| \| \| \| Sphyrelata microspiloplaca \| \| \| \| |
|            | Sphyrelata amotella |
|            | |
|            | Sphyrelata escharias |
|            | |
|            | Sphyrelata indecorella |
|            | |
|            | Sphyrelata lactifica |
|            | |
|            | Sphyrelata melanoleuca |
|            | |
|            | Sphyrelata microspiloplaca |
|            | |